# Río Somiedo
Río Somiedo är ett vattendrag i Spanien.   Det ligger i provinsen Province of Asturias och regionen Asturien, i den nordvästra delen av landet, 400 km nordväst om huvudstaden Madrid.